# 塞缪尔·怀特·贝克
塞缪尔·怀特·贝克爵士（英語：Samuel White Baker，1821年6月8日—1893年12月30日），英国探险家，协助约翰·汉宁·斯皮克一起确定了尼罗河的源头。

## 生平
塞缪尔·贝克出生于一个富裕的商人家庭，曾在印度洋的毛里求斯（1843～1845年）和锡兰（1846～1855年）居住，1856～1860年游历了中东地区。1861年，他和弗洛伦斯·冯·萨斯（Florence von Sass，后来成为他的第二任妻子）一起前往非洲，在大约一年的时间里探索了苏丹和埃塞俄比亚边界附近的尼罗河支流。1863年2月，贝克利用斯皮克提供的地图出发寻找尼罗河的源头。1864年3月，贝克确定其源头是一个湖泊，他以当时英国维多利亚女皇的丈夫阿尔伯特亲王的名字将其命名为艾伯特湖，位于今乌干达和刚果（金）之间。1866年，也就是他回到英国的第二年，他被封为爵士。
1869年，奥斯曼帝国的埃及总督伊斯梅爾帕夏（Ismāʿīl Pasha）请塞缪尔·贝克指挥一支前往尼罗河赤道地区的军事探险队。在那里，塞缪尔·贝克帮助取缔了奴隶贸易，之后被任命为新吞并地区的赤道省的总督。著有《锡兰的步枪与猎犬》（1854，The Rifle and the Hound in Ceylon）和《阿比西尼亚的尼罗河支流》（1867，The Nile Tributaries of Abyssinia）。